# 井上和幸
井上 和幸（いのうえ かずゆき）は、日本の薬剤師、薬学者（医療系薬学）。学位は博士（医学）（秋田大学・2004年）。静岡県立大学薬学部准教授・大学院薬学研究院准教授。
秋田大学医学部附属病院薬剤部薬剤師、東北大学医学部附属病院薬剤部薬剤師、秋田大学医学部附属病院薬剤部主任、静岡県立大学薬学部講師などを歴任した。

## 来歴

### 生い立ち
東北大学に進学し、薬学部にて薬学を学んだ。1995年3月、東北大学を卒業した。そのまま東北大学の大学院に進学し、薬学研究科にて薬学を学んだ。1997年3月、東北大学の大学院における博士課程前期を修了した。なお、後年になって、秋田大学より博士（医学）の学位を授与されている。

### 薬学者として
大学院修了後、秋田大学に奉職することになり、医学部の附属病院に配属された。1997年4月から2000年3月にかけて、この病院の薬剤部にて薬剤師として勤務することになった。しかし、国立大学間の人事交流に伴い、2000年4月から2002年3月まで母校である東北大学に転じることになり、秋田大学勤務時と同様に医学部の附属病院に配属され、薬剤部の薬剤師として勤務した。2002年4月、秋田大学に戻り、医学部の附属病院に復帰するとともに、薬剤部の主任に昇任した。このときから2008年3月まで、薬剤部の主任として勤務した。
同年4月、静岡県立大学に転じることになり、薬学部の講師に就任した。薬学部においては、主として薬学科の講義を担当した。また、静岡県立大学の大学院においても、薬学研究科の講師を兼務した。薬学研究科においては、主として薬学専攻の講義を担当した。その後、大学院の一部に研究院・学府制が導入されることになり、薬学研究科は生活健康科学研究科と統合され、2研究院1学府に再編された。それに伴い、新たに発足した薬学研究院の講師も兼務することになった。以降、大学院においては、主として新たに発足した薬食生命科学総合学府の講義を担当した。なお、静岡県立大学の講師の職は2016年9月まで務めた。同年10月、静岡県立大学の薬学部にて、准教授に昇任した。薬学部においては、引き続き薬学科の講義を担当した。また、静岡県立大学の大学院においても、薬学研究院の准教授に昇任した。大学院においては、引き続き薬食生命科学総合学府の講義を担当した。

## 研究
薬学部、および、薬学研究科出身であることからもわかるように、専門は薬学であり、特に医療系薬学に関する分野の研究に従事している。具体的には、薬物の応答性や副作用の発現性に影響を与える因子について、探索を試みている。また、症例の診断に資するようなバイオマーカーの探索にも力を注いでいる。そのほか、『個別化医療を目指した臨床薬物動態学』などの学術書や専門書への寄稿や分担執筆なども行っている。これまでの業績が評価され、2003年には日本薬学会東北支部奨励賞が授与され、2006年には秋田県病院薬剤師会臨床薬学賞が授与された。
学術団体としては、日本薬学会、日本医療薬学会、日本癌学会、日本生物学的精神医学会、医薬品相互作用研究会などに所属している。

## 略歴
- 1995年 - 東北大学薬学部卒業[1]。
- 1997年 - 東北大学大学院薬学研究科博士課程前期修了[1]。
- 1997年 - 秋田大学医学部附属病院薬剤部薬剤師[1]。
- 2000年 - 東北大学医学部附属病院薬剤部薬剤師[1]。
- 2002年 - 秋田大学医学部附属病院薬剤部主任[1]。
- 2008年 - 静岡県立大学薬学部講師[1]。
- 2008年 - 静岡県立大学大学院薬学研究科講師。
- 2012年 - 静岡県立大学大学院薬学研究院講師。
- 2016年 - 静岡県立大学薬学部准教授[1]。
- 2016年 - 静岡県立大学大学院薬学研究院准教授。

## 賞歴
- 2003年 - 日本薬学会東北支部奨励賞[1]。
- 2006年 - 秋田県病院薬剤師会臨床薬学賞[1]。

## 著作

### 分担執筆
- 『個別化医療を目指した臨床薬物動態学』猪爪信夫・栄田敏之・伊藤邦彦編、廣川書店、2016年。ISBN 978-4-567-48490-9（第1巻）、ISBN 978-4-567-48491-6（第2巻）。

### 翻訳
- 『薬理学に関するシンポジウム』学窓社〈獣医臨床シリーズ〉、1976年12月。
- B.F. Feldman『止血に関するシンポジウム』学窓社〈獣医臨床シリーズ〉、1990年5月。
- Steve C. Haskins、Alan M. Klide『小動物麻酔における諸見解』学窓社〈獣医臨床シリーズ〉、1994年2月。ISBN 4873623901。
- Dawn M. Boothe『臨床薬理学と治療』学窓社〈獣医臨床シリーズ〉、2000年6月。ISBN 4873624266。